# 阿尼·洛拉克

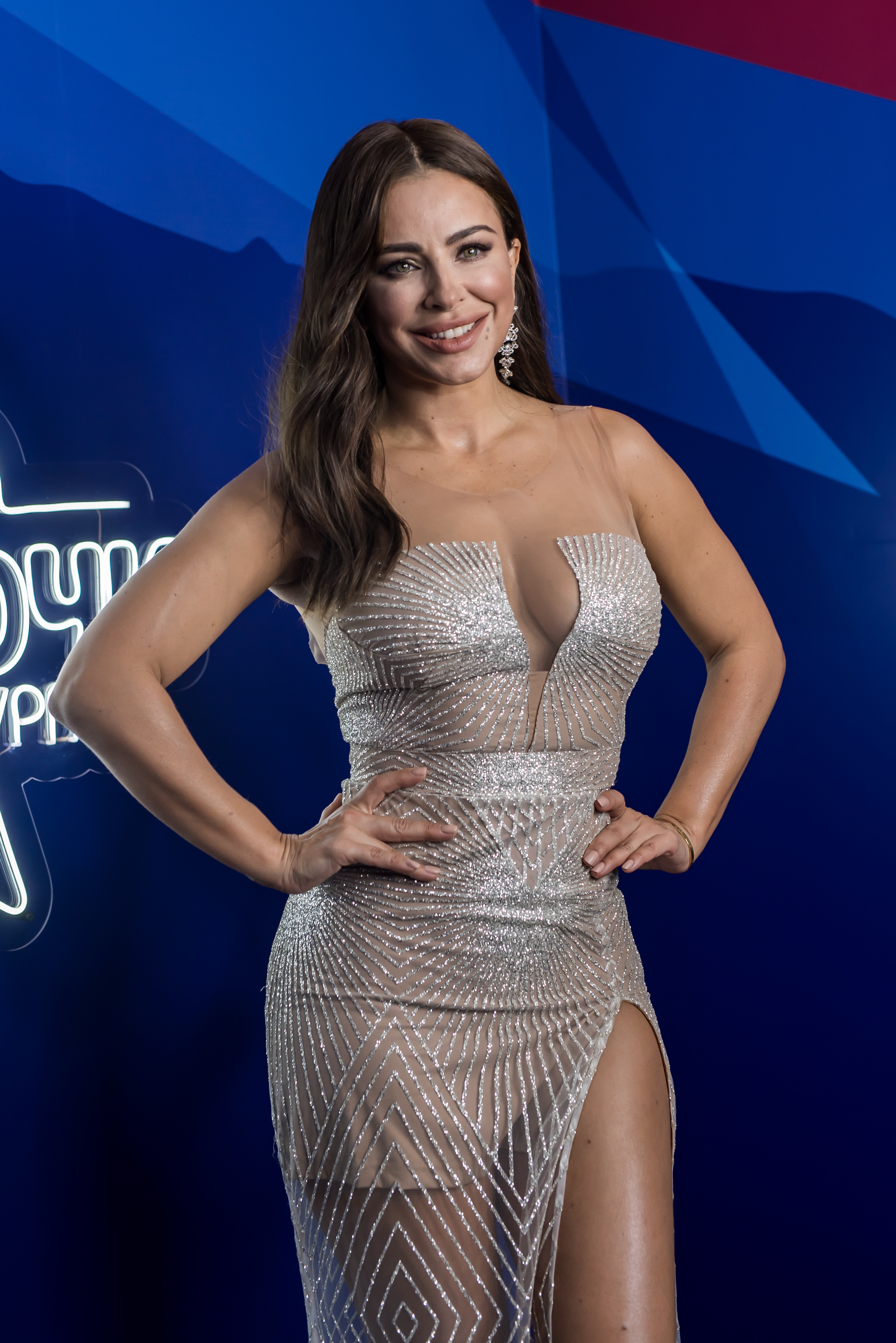
攝於2021年

阿尼·洛拉克（烏克蘭語：Ані Лорак，1978年9月27日—），本名卡罗利娜·米罗斯拉沃芙娜·库耶克（烏克蘭語：Кароліна Мирославівна Куєк），烏克蘭女歌手，前聯合國親善大使。洛拉克曾獲授予烏克蘭最負盛名的榮譽稱號「烏克蘭人民藝術家」，被認為是烏克蘭最有影響力和最受歡迎的女性之一。她亦被評為東歐最漂亮的女性之一。於2014年她是烏克蘭最高收入的歌手。

## 外部連結
- 维基共享资源上的相關多媒體資源：阿尼·洛拉克
- 官方网站